# Michał Rusinek (1904–2001)

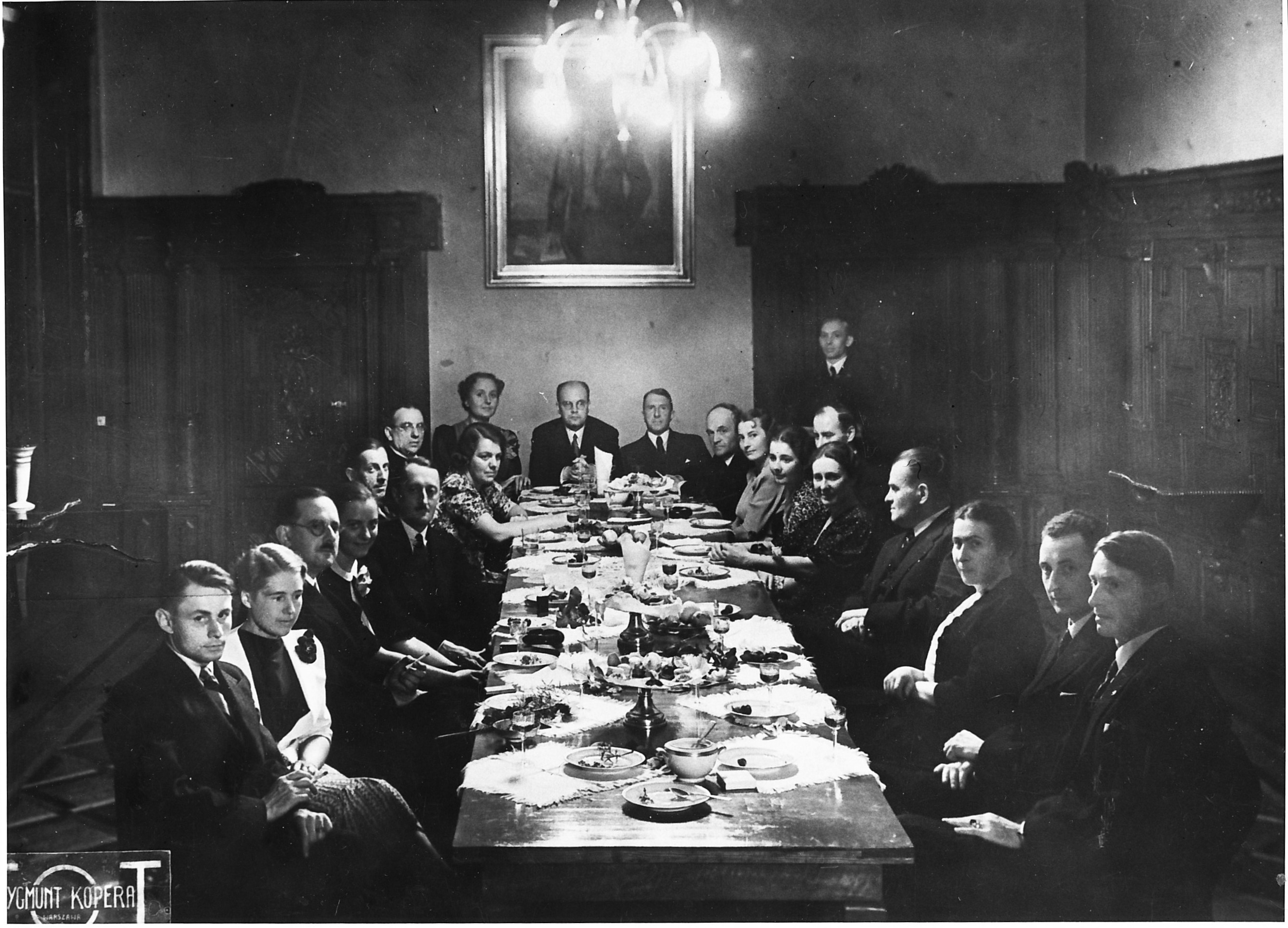
Michał Rusinek na zebraniu Wydziału Sztuki Ministerstwa W.R. i O.P., Warszawa, 1938, pod przewodnictwem ówczesnego naczelnika tego wydziału Władysława Zawistowskiego – w głębi na wprost (dziesiąty od lewej)

Michał Rusinek (ur. 29 września 1904 w Krakowie, zm. 6 stycznia 2001 w Warszawie) – polski pisarz, działacz kultury, dramaturg, poeta.

## Życiorys
Syn Piotra. Studiował na Wydziale Filozoficznym Uniwersytetu Jagiellońskiego oraz na Wyższym Studium Handlowym. W 1924 roku debiutował jako poeta na łamach dziennika „Goniec Krakowski”. W 1927 roku opublikował tom opowiadań Kapitan czerwonego widma. W latach 1929–1932 był redaktorem „Gazety Literackiej”, czasopisma wychodzącego w Krakowie. Od 1932 roku mieszkał w Warszawie. W latach 1933–1939 pełnił funkcję dyrektora biura Polskiej Akademii Literatury.
W czasie wojny brał udział w tajnym nauczaniu. W 1944 roku uczestniczył w powstaniu warszawskim. Po powstaniu był więźniem obozów koncentracyjnych Mauthausen, Ebensee i Melk. Po wojnie był w 1945 roku jednym z organizatorów i prezesem Zjednoczenia Byłych Więźniów Obozów Koncentracyjnych i Obozów Pracy.
W latach 1945–1947 był dyrektorem Departamentu Kadr Ministerstwa Kultury i Sztuki. Później działał w Związku Literatów Polskich (1947–1972 jako sekretarz generalny) oraz Stowarzyszeniu Autorów ZAiKS. W latach 1948–1949 był kierownikiem literackim Teatru Klasycznego. Równocześnie w latach 1947–1972 był sekretarzem generalnym PEN Clubu w Polsce. W latach 1962–1973 był dyrektorem Agencji Autorskiej SEC, a od 1984 roku wiceprezesem Międzynarodowej Federacji SEC.

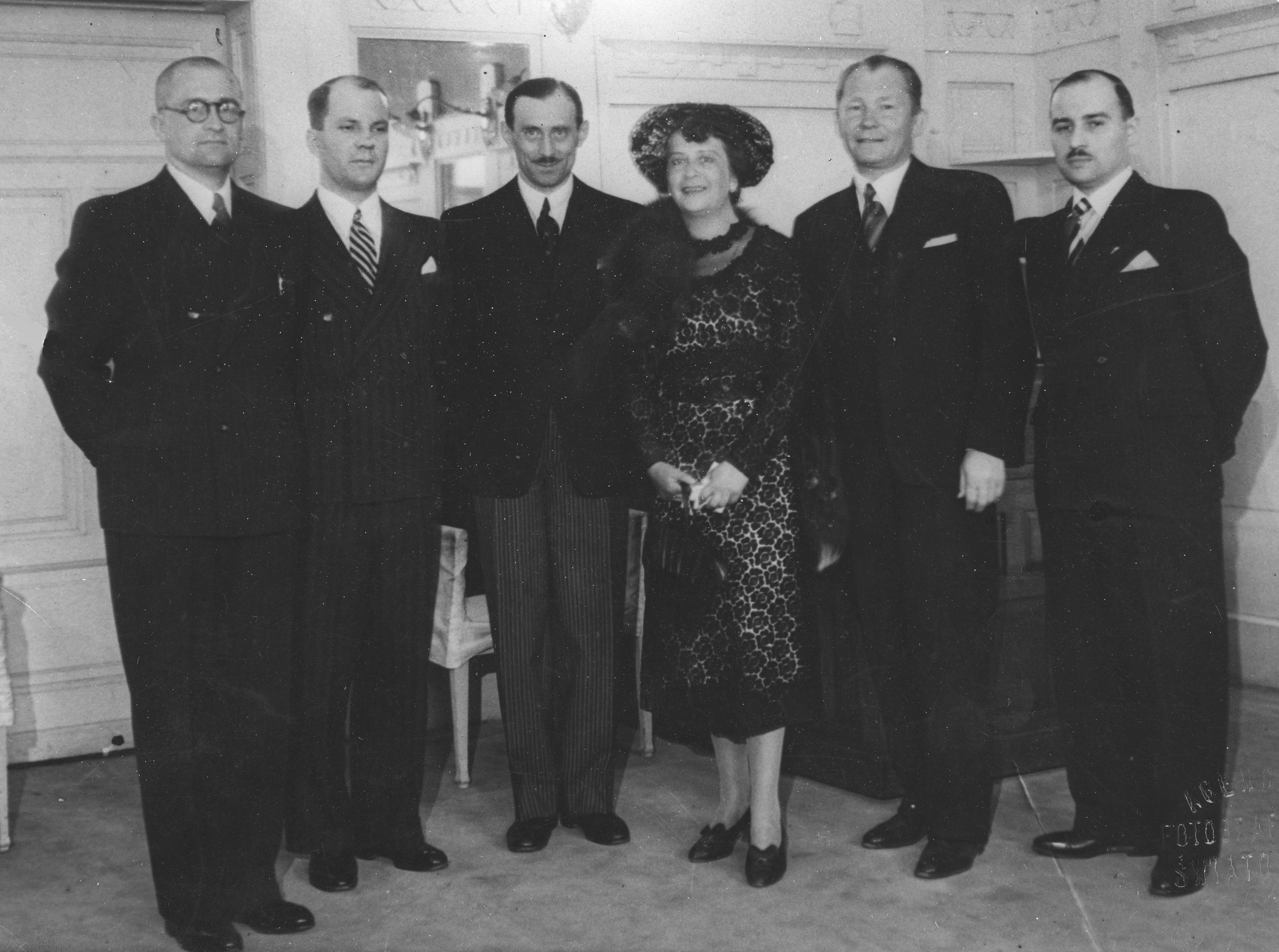
Uczestnicy II-go wieczoru literackiego w Starym Teatrze w Krakowie (1938). Stoją od lewej: Tadeusz Kudliński, Zygmunt Leśnodorski, Mieczysław Lisiewicz, Magdalena Samozwaniec, Józef Aleksander Gałuszka, Michał Rusinek.

Zmarł 6 stycznia 2001 w Warszawie, został pochowany 16 stycznia 2001 na cmentarzu Powązkowskim w Warszawie (kwatera 58-5-19).

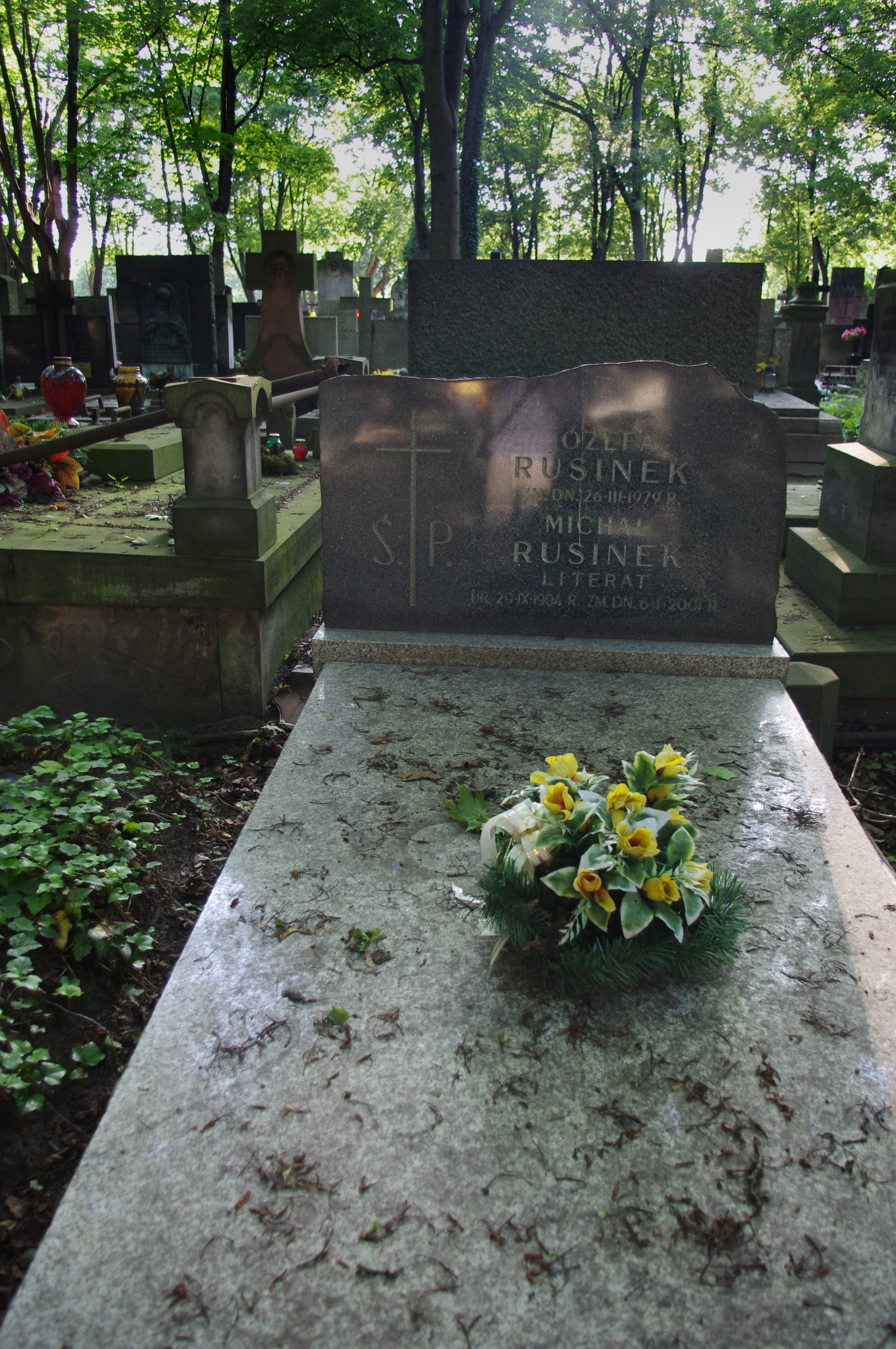
Grób Michała Rusinka na cmentarzu Powązkowskim w Warszawie

## Twórczość
- Pluton z Dzikiej Łąki. 1 wyd. 1937. 2 wyd. Wydawnictwo Eugeniusza Kuthana; Drukarnia Krakowska W. Grzelak i Sp. w Warszawie; Seria: Biblioteka Prozaików Polskich; Warszawa 1946, s. 328.
  - Późniejsze wydania: Pluton z dzikiej Łąki, Ziemia miodem płynąca, Wyd.: Ludowa Spółdzielnia Wydawnicza, 1969; Pluton z dzikiej Łąki, Ziemia miodem płynąca, Wyd.: Ludowa Spółdzielnia Wydawnicza, Warszawa 1973; Pluton z Dzikiej Łąki, Wyd.: Ludowa Spółdzielnia Wydawnicza, 1980;
- Kapitan czerwonego widma 1928
- Bunt w krainie maszyn 1929
- Błękitna defilada poezje 1930
- Półmężczyzna 1931
- Burza nad brukiem 1932
- Polska zaczyna się od Gdyni, reportaże, 1938
- Człowiek z bramy wyd. 2 1939
- Trylogia o Krzysztofie Arciszewskim
  - Wiosna admirała 1960
  - Muszkieter z Itamariki 1955
  - Królestwo pychy 1958
- Raj nie utracony 1979
- Dzika plaża 1974
- Opowieści niezmyślone 1975
- Moja wieża Babel 1982 ISBN 83-211-0362-6
- Z barykady w dolinę głodu 1946

## Ordery i odznaczenia
- Krzyż Wielki Orderu Odrodzenia Polski (28 kwietnia 1997)[5]
- Krzyż Komandorski z Gwiazdą Orderu Odrodzenia Polski (1982)[6]
- Krzyż Kawalerski Orderu Odrodzenia Polski (11 lipca 1955)[7]
- Złoty Krzyż Zasługi (15 czerwca 1946)[8]
- Srebrny Wawrzyn Akademicki (5 listopada 1935)[9]
- Medal 40-lecia Polski Ludowej (1984)[10]
- Medal 10-lecia Polski Ludowej (19 stycznia 1955)[11]
- Odznaka Honorowa ZAiKS-u (1969)[12]

## Nagrody
- krakowska nagroda literacka za Burzę nad brukiem (12 marca 1934)[13]